# Hexatoma (Eriocera) gifuensis
Hexatoma (Eriocera) gifuensis is een tweevleugelige uit de familie steltmuggen (Limoniidae). De soort komt voor in het Palearctisch gebied.